# Ditto Acosta
Roland „Ditto“ Acosta (* 5. Februar 1969) ist ein arubanischer Poolbillardspieler.

## Karriere
Im Juli 2002 schied Ditto Acosta bei der 9-Ball-Weltmeisterschaft als Achtplatzierter seiner Gruppe in der Vorrunde aus. Wenige Tage später erreichte er bei den IBC Tour Holland Open den 33. Platz. Durch einen Finalsieg gegen den Venezolaner Luis Miguel Sánchez wurde Acosta 2002 Panamerika-Meister. Ein Jahr später gelang ihm bei der Panamerikameisterschaft erneut der Einzug ins Finale, in dem er jedoch gegen den Argentinier Jorge Llanos verlor. Bei der 9-Ball-WM 2003 schied er erneut in der Vorrunde aus. Bei den World Games 2005 in Duisburg unterlag er im Achtelfinale mit 4:11 gegen Rodney Morris. 2006 belegte Acosta auf der IPT Tour bei der North American Open Championship den 121. Platz und bei den World Open den 113. Platz. Im Mai 2010 wurde er bei der Ultimate 10 Ball Championship Neunter.
2010 war Acosta Teil der arubanischen Mannschaft, die bei der Team-Weltmeisterschaft in der Vorrunde ausschied.